# Karkemis
Karkemis (asszír Karkamis, hettita URUkàr/gar-ka/ga-meš, egyiptomi Karkamesa, óhéber Karkemîš, latinul: Europus, arabul: كركميش, görög Ευρωπός Συρίας, Evróposz Szüriasz, „Szíriai Európosz”) Mitanni és a Hettita Birodalom jelentős városa volt az ókorban, az Eufrátesz felső folyásánál, a mai Törökország és Szíria határvidékén. Igazi jelentőségét az újhettita királyságok korában nyerte el, amikor a Hettita Birodalom egyik utódállama jött létre, és fennállt egészen a nagy asszír hódításokig.
A városnál zajlott i. e. 605 körül a Bibliában is említett karkemisi csata, egy nagy ütközet Babilon és a vele szemben álló egyiptomi seregek közt, ahol a tét már nem is Asszíria fennmaradása volt, hanem az asszír területek feletti osztozkodás, annak ellenére, hogy II. Nékó fáraó formailag Asszíria szövetségeseként érkezett a térségbe.

## Fekvése
A város helyi neve Dzsarablosz volt, emiatt a bibliai Jerablus városához szoktak kötni. A török-szír határon délen (a szíriai oldalon) van egy Karablusz nevű mai város és a török oldalon fekszik Karkemis, az Eufrátesz nagy kanyarjának utolsó szakaszán, a folyam Földközi-tengerhez legközelebb eső pontja mellett.
Az ókori Karkemis ma romváros az Eufrátesz nyugati partján, a török Gazianteptől 60 kilométerre délkeletre és a szíriai Aleppótól (ókori Halap, Haleb) 100 kilométerre északkeletre. Török területen fekszik, a határvonalhoz közel. A karkemisi akropoliszon a törökök katonai állomást építettek, a hely csak korlátozottan látogatható. Az ókorban a város a folyó legfontosabb gázlóját ellenőrizte, ami hozzájárulhatott gazdasági és stratégiai jelentőségéhez.
A városban végzett régészeti ásatásokat 1912-14 között az angol régész, Leonard Woolley, Ur feltárója. A városközpont magas tellt alkot, a külvárosi részek viszonylag alacsonyan fekszenek.

## Története

### Legkorábbi történet és névetimológia

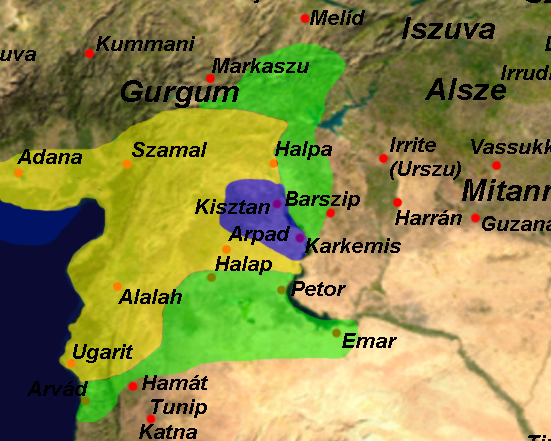
Karkemis területi változásai fennállása során. Kék-sárga = kialakulása az i. e. 12. század közepén, zöld = a század végéig megszerzett területek (legnagyobb kiterjedés), kék = i. e. 717

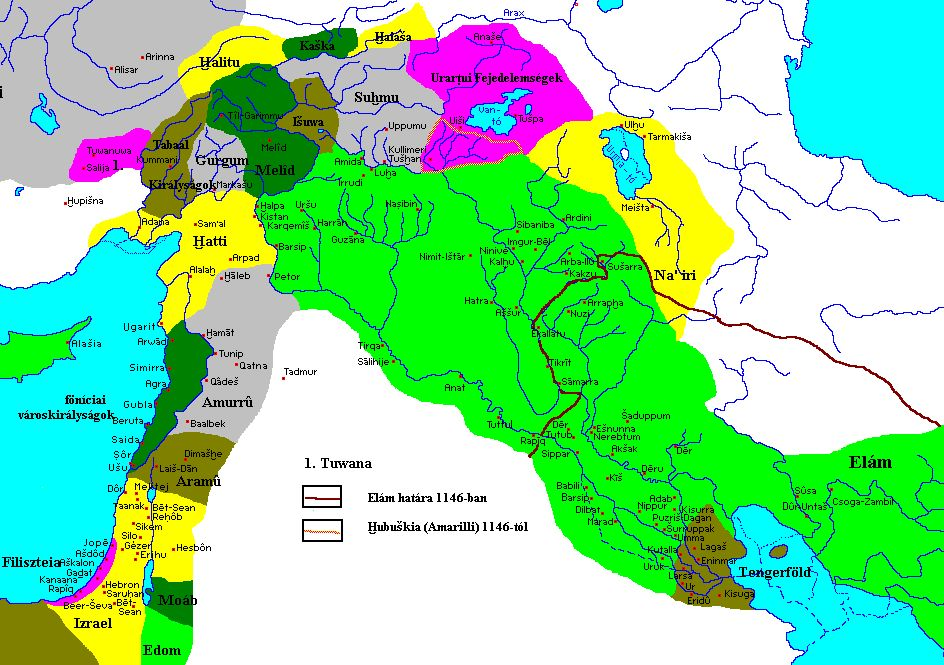
A térség az i. e. 12. században

A helyet az újkőkorszak óta lakták. Az első karkemisi edényleletek az i. e. 3000 körüli évekből származnak, a legkorábbi sírleletek pedig a kora bronzkorból, az i. e. 2300 körüli évekből. A várost az Eblában 1975-től feltárt, i. e. 3. évezredben keletkezett feljegyzések is említik. A város az Eblából észak, északnyugat és északkelet felé vezető karavánutak egy fontos állomása volt, ezzel Mezopotámia kereskedelmi kapuja. Ez időben Észak-Szíria nagyhatalma Ebla volt, amely még a távoli és később oly félelmetes katona-birodalom központjává váló Assurt is legyőzte. Az Assurral kötött szerződés bevezetője szerint Karkemis „kāru(m)ja Ebla királyának kezén van”. Ez a legkorábbi ismert írásos említése a városnak. A kāru(m) pedig nem más, mint a ma már feltárt karkemisi kövezett rakpart, amely vízikapuval, kőalapú vályogfalakkal körülvett térség. A kāru(m) általában nemcsak a rakpartot jelentette, hanem a teljes kikötői partszakaszt és hozzá kapcsolódó település kereskedelmi központját, a fuvarosok szállásait és raktárait, valamint a kereskedelemben illetékes bírák lakhelyeit. E kifejezésből ered az akkádban a tamkārum szó, amely kereskedőt jelent. Innen eredhet a település neve is, mivel Ebla főistene Kamis volt, azaz Kamis kāruja, Kamis rakpartja (Kār-kā-mi-iš), közvetett módon tehát Ebla kikötője. Az eblai dokumentumokban qar-ga-mi-iš(/šu11)ki, máribeli feliratokban kar/ka-ar-ka-miš/mi-iš7(ki) a város, a nép /-su-ú-(sa)-PI(jú) toldalékkal. Alalahi dokumentumokban kar-ka-mi-iski; Egyiptomban g/k/qa-ri-g/k/qa-mi-ša a tartomány és kar-ka-mi-sà a város; hettita és ugariti ékírásban (KUR)(URU)kar-ga-(/qa)-miš(/maš); luvi hieroglifákkal kar(/ka+r)-ka-mi-śa(-), a nép si(-i)-za képzővel; föníciai betűírással [k]rgmś; középasszír dokumentumokban urukar/ga-ar-ga-miš(/meš), népnévként -a-a képzővel ellátva; újasszír (KUR/URU) gar/kar/gam!-ga(/gá/gar)-miš(/meš); újbabiloni urugal-ga-meš; héber krkmyš.
A Máriban és Alalahban talált, i. e. 1800 körül íródott feljegyzések megemlítik, hogy Karkemis királyának neve Aplahanda és hogy a fakereskedelem fontos központja. A város szerződéses kapcsolatban állt Ugarittal és Mitannival (ekkor még az ősi Hanigalbat néven, amely a későbbiek során újra megjelenik majd).

### Hettita idők
I. Thotmesz, az egyiptomi XVIII. dinasztia fáraója (i. e. 1504 – i. e. 1492) sztélét emeltetett Karkemis közelében, Szíria és az Eufráteszen túli területek meghódítását ünnepelve. Thotmesz hadjáratainak legészakibb állomása volt Karkemis, amely ezúttal is fontos stratégiai szerepet játszott abban, hogy Mitannit megakadályozza az Eufrátesz átlépésében és elzárja Szíriát a hurrik elől.
Tutanhamon fáraó uralkodásának vége felé Karkemist a hettita I. Szuppiluliumasz (Šuppiluliumaš) hódította meg Egyiptom és Hatti legelső konfrontációjaként (i. e. 14. század). Éppen a város ostroma során érte a hír Tutanhamon haláláról. Feliratai alapján kifosztotta és lerombolta a várost, de ez csak az alsóvárosra vonatkozik, mert a šarizziš kurtaš nevű városrészt (ez lehet a felsőváros, vagy citadella) megkímélte, és ott imádta az isteneket. Ebből kitűnik, hogy Karkemisben is kialakult a Nyugat-Mezopotámiára jellemző fellegvártípus, amelyben a palotakomplexum egybeolvadt a templomkörzetekkel. A hadjáratról fia, II. Murszilisz emlékezik meg egyik feliratában: „Amikor atyám Karkemis országában járt...”
Szuppiluliumasz egyik fiának, Pijaszilisznek (hurri nevén Szarri-Kuszuh, Šarri-Kušuḫ vagy Piyašiliš) adta, mint királyságot. Pijaszilisz uralkodása alatt megkezdődött a város hettitizálása, telepeseket költöztettek Anatóliából Szíria több településére is (például Halpa).
Pijasziliszt bátyja, II. Arnuvandasz is megerősítette uradalmában, majd II. Murszilisz a nehéz helyzetében csak örülhetett annak, hogy a városkörnyéki territóriumot öccse révén a hettita királyi család vezeti. Karkemis vezetése a következő száz évben is Pijaszilisz utódjainak kormányzása alatt volt, így nem tekinthető véletlennek, hogy a hettita nagybirodalom bukása után épp Karkemist nevezték továbbra is Hattinak (Hatti Országa).
Karkemis a hettita korszakban állandó asszír fenyegetettségben élt. Asszíria mindenképp igyekezett kijutni a Földközi-tengerhez (akkád eredetű asszír kifejezéssel a Felső-tengerhez), ehhez azonban Karkemisen keresztül vezetett az út. I. Adad-nirári (i. e. 1305-1274) már elfoglalta a várost, de a későbbiekben még hosszabb-rövidebb időre függetlenné tudott válni. Ez vezetett ahhoz, hogy a Hettita Birodalom összeomlása után a független újhettita királyságok egyike lett, ezek közül is az egyik vezető középhatalom. I. Sulmánu-asarídu is eljutott egészen Karkemisig Mitanni meghódításakor, és valószínűleg ez vezetett Egyiptom és Hatti sürgős békekötéséhez. A Karkemisnél álló asszír haderő azzal a veszéllyel fenyegetett, hogy Anatóliát elvágják Szíriától.

### Újhettita királyság
A késő bronzkorban a város a Hettita Birodalom egyik legfontosabb központjává vált. Fénykorát az i. e. 11. században érte el. Védőistene Kubaba volt, egy valószínűleg hurri eredetű istennő, akit hosszú köpenyben, ülve, vagy álló helyzetben, tükröt tartva ábrázoltak.  Miután a bronzkor végén a Hettita Birodalom összeomlott a „tengeri népek” csapásai alatt, Karkemis továbbra is fontos kereskedelmi és politikai központ maradt, mint az újhettita államok egyikének fővárosa.
Bár III. Ramszesz fáraó (i. e. 1182 – i. e. 1151) egyik felirata a medinet habui sírtemplomban azt állítja, hogy Karkemist elpusztították a tengeri népek, a város átvészelte a támadásokat. Királya Kuzi-Teszub volt, Talmi-Teszub – az utolsó hettita király, II. Szuppiluliumasz kortársa – fia. A király és utódai a Kisázsia délkeleti részétől Észak-Szíriáig és az Eufrátesz nyugati kanyarjáig terjedő terület felett uralkodtak Kuzi-Teszubtól a „Hatti Nagy Királya” címet használva. Ez arra utalhat, hogy I. Szuppiluliumasz örököseinek tarthatták magukat, ami nem is áll túlságosan távol a valóságtól, hiszen Kuzi-Teszub Szuppiluliumasz fiának, Pijaszilisznek ükunokája volt. Ez a birodalom körülbelül Kr. e. 1175-től Kr. e. 990 között állt fenn, ekkor elvesztette területeinek legnagyobb részét és kis városállammá vált.
Karkemis az asszírellenes védelmi koalíciókban folyamatosan részt vett. Ezek a tömörülések azonban sosem voltak hosszú életűek annak ellenére, hogy létfontosságú lett volna a szíriai városok részéről. Észak-Szíria és Dél-Szíria külön utakra lépett, az utóbbiak nem tartottak annyira Asszíriától, annál inkább Egyiptomtól. Az észak- és dél-szíriai koalíciók között még összecsapásokra is sor került, például Hamátu Asszíria szövetségese volt, ezért a damaszkuszi fejedelem, III. Barhadad támadást indított ellene az északi szövetségeseivel. II. Zakir hamáti fejedelem feliratai szerint az akció sikertelen volt.
Az észak-szíriai szövetség Asszíria új ellenlábasával, Urartuval kereste a kapcsolatot, de ennek a tömörülésnek már Arpad városa volt a vezetője. Kargamis fokozatosan elvesztette a térségben a befolyását. II. Assur-nászir-apli (i. e. 883-859) 876-ig tartó hadjárat-sorozatával eljutott Kargamisig, és elérte az i. e. 12-13. századi kiterjedését. I. e. 853-ban Karkar mellett (karkari csata) az észak-szíriai koalíció vereséget mért Asszíriára, amely után az asszírok nyolc éven át nem indítottak Szíria felé hadjáratot.
Az i. e. 9. században a város adót fizetett II. Assur-nászir-apli és III. Sulmánu-asarídu (héber Szalmonasszár) asszír uralkodóknak. I. e. 841-ben a dél-szíriai koalíció szétesett, és Asszíria elfoglalta Damaszkuszt. Ez alkalmat adott Arpad függetlenedésére, és megalakult az utolsó újhettita állam, Bít-Agusi.
Az asszírokat azonban hamarosan elterelte az északi ellenségük, Urartu váratlan és hirtelen megerősödése. Urartu azonban nem feltétlenül Asszíria területeire vágyott, hanem valószínűleg tengeri kijáratra, ezért a délkelet-anatóliai és északi-szíriai térségben is hadat viselt. I. Argisti évkönyvei szinte minden szakaszban megemlítik, hogy „... kivonultam Ḫati országa ellen...”, és sorozatos győzelmekről számol be. II. Szarduri az Eufrátesz-menti Halpa (nem összetévesztendő Halap városával) elfoglalásáról számol be, amely Karkemishez tartozott addig.
A kicsivé zsugorodó, és már minden oldalról asszír területekkel körülvett várost végül mégis csak i. e. 717-ben, Piszirisz király uralkodásai idején az asszír II. Sarrukín foglalta el. Piszirisz I. Rusza urartui király sikerein felbuzdulva indított lázadást, amelyet Sarrukín levert. Ezzel Kargemis végleg elvesztette önállóságát. Karkemis és Til-Turahi néven lett asszír tartomány.
A város stratégiai jelentősége utoljára i. e. 605 (vagy egyes források szerint i. e. 607) nyarán mutatkozott meg, amikor Karkemisnél csaptak össze II. Nabú-kudurri-uszur babiloni trónörökös csapatai II. Nékó fáraó és a vele szövetséges asszírok seregével. Nékó célja az volt, hogy megállítsa a babilóni birodalom nyugati irányú terjeszkedését és elvágja az Eufráteszen túli kereskedelmi útvonalait. Az egyiptomiakat azonban meglepte a babiloniak támadása, vereséget szenvedtek és végül kiszorultak Szíriából. A karkemisi csata a zsugorodó, székhelyét már Harrán városában tartó Asszíria utolsó nagy veresége volt, ennek elvesztésével végleg összeomlott.
A város történetének periodizációja a következő:
- Ebla periódus; i. e. 3. évezredtől az i. e. 2. évezred közepéig
- Mári periódus; i. e. 2. évezred közepe
- hettita alkirályság; i. e. 2. évezred közepétől i. e. 1200-ig
- Sötét Kor (tengeri népek és arameusok vándorlási periódusa); i. e. 1200-tól i. e. 1000-ig
- újhettita periódus; i. e. 1000-től i. e. 717-ig
- asszír periódus